# Konopice
Konopice (Galeopsis) je rod jednoletých bylin až metr vysokých, které rozkvétají hustými lichopřesleny s červenofialovými, růžovými, žlutými nebo bílými květy. Tento euroasijský rod z čeledě hluchavkovitých je tvořen asi deseti druhy původními hlavně v Evropě a částečně i v Asii. Jejich semena byla lidmi zanesena do obou Amerik i na Nový Zéland.

## Popis
Jednoletá, heliofytní rostlina vyrůstající z nedlouhého a větveného kořene. Její hranatá lodyha je přímá, rozvětvená a celá porostlá chlupy. Listy s řapíky jsou vstřícné a křižmostojné, jejich vejčité až kopinaté čepele jsou celistvé, na bázi srdčité či uťaté, po obvodě tupě pilovité, na vrcholu zahrocené a celé chlupaté.
Oboupohlavné, přisedlé květy jsou uspořádané do mnohokvětých lichopřeslenů, kterých může být nad sebou až deset. Kalich s pěti ostrými zuby je trubkovitého až zvonkovitého tvaru. Dvoupyská koruna bývá červenofialová, růžová, žlutá nebo bílá a má široce rozšířené korunní hrdlo. Dolní pysk je trojlaločný, má dva duté hrbolky a u báze dva kuželovité výrůstky. V koruně pod horním pyskem jsou čtyři dvoumocné tyčinky s brvitými prašníky. Dlouhá čnělka svrchního semeníku je rozeklána ve dvě blizny. Okolo pestíku vyrůstají medové žlázky. Květy jsou opylovány hmyzem. Ploidie rodu je 2n = 16 nebo 2n = 32.
Plody jsou trojhranné, obvejčité tvrdky, kterých na rostlinách dozrává velké množství. Tvrdky obsahující po čtyřech plůdcích (semenech), pomoci nichž se konopice rozmnožují.

## Význam
V České republice jsou některé druhy, např. konopice pýřitá nebo konopice polní, považovány zemědělci za plevele, ale léčiteli za léčivky.

## Taxonomie
V české přírodě se trvale nebo příležitostně vyskytuje těchto osm druhů konopice:
- konopice bledožlutá (Galeopsis segetum) Neck.
- konopice dvouklaná (Galeopsis bifida) Boenn.
- konopice Pernhofferova (Galeopsis pernhofferi) Wettst.
- konopice polní (Galeopsis tetrahit) L.
- konopice pýřitá (Galeopsis pubescens) Besser
- konopice sličná (Galeopsis speciosa) Mill.
- konopice širolistá (Galeopsis ladanum) L.
- konopice úzkolistá (Galeopsis angustifolia) Ehrh.

Některé druhy konopice se mezi sebou samovolně kříží a v české floře byly zjištěny tyto hybridy:
- Galeopsis × ludwigii Hausskn. (G. bifida × G. tetrahit)
- Galeopsis × carinthiaca Fiori (G. bifida × G. pubescens)
- Galeopsis × polychroma Beck (G. pubescens × G. speciosa)[5]

## Galerie

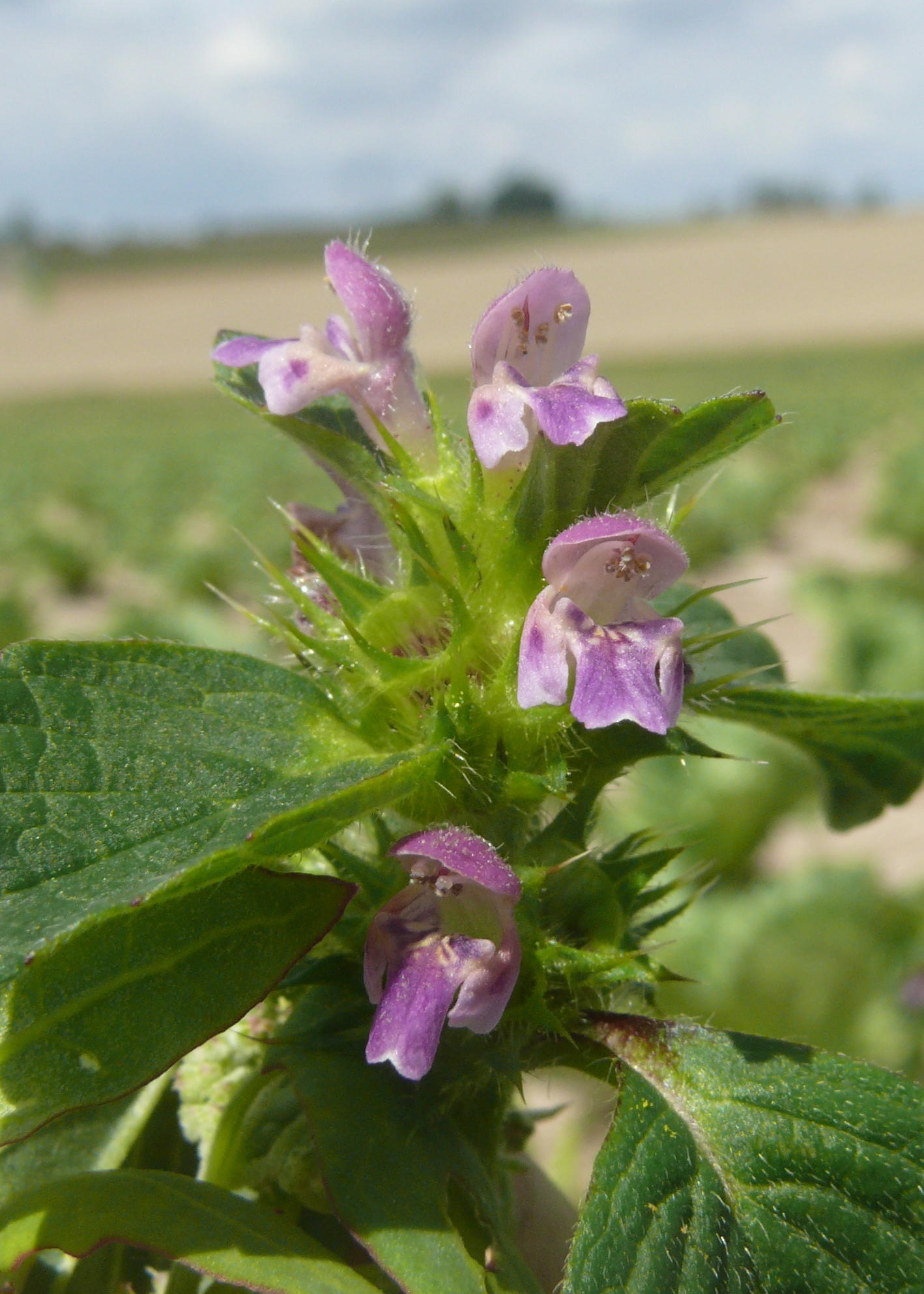
Konopice dvouklaná
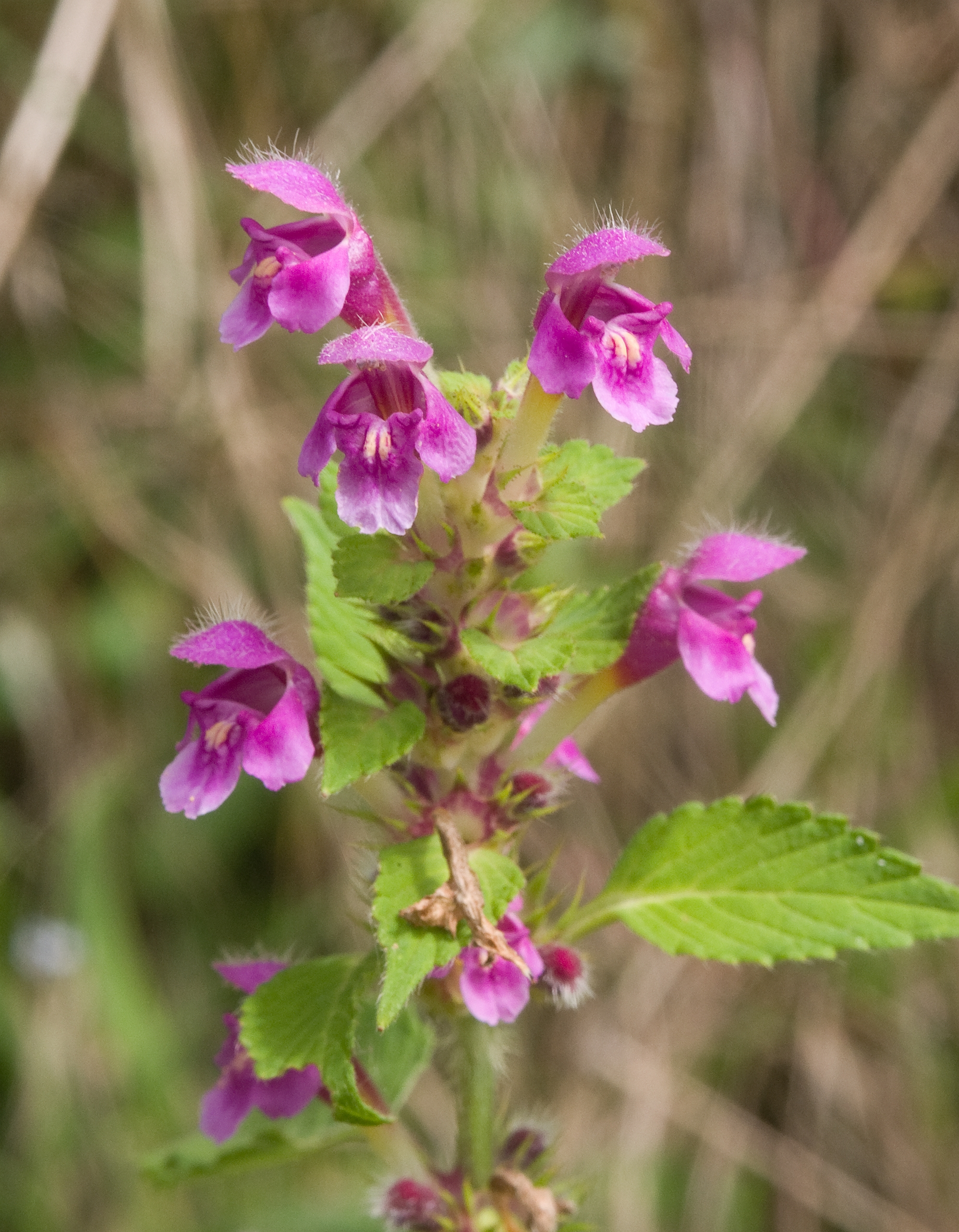
Konopice pýřitá
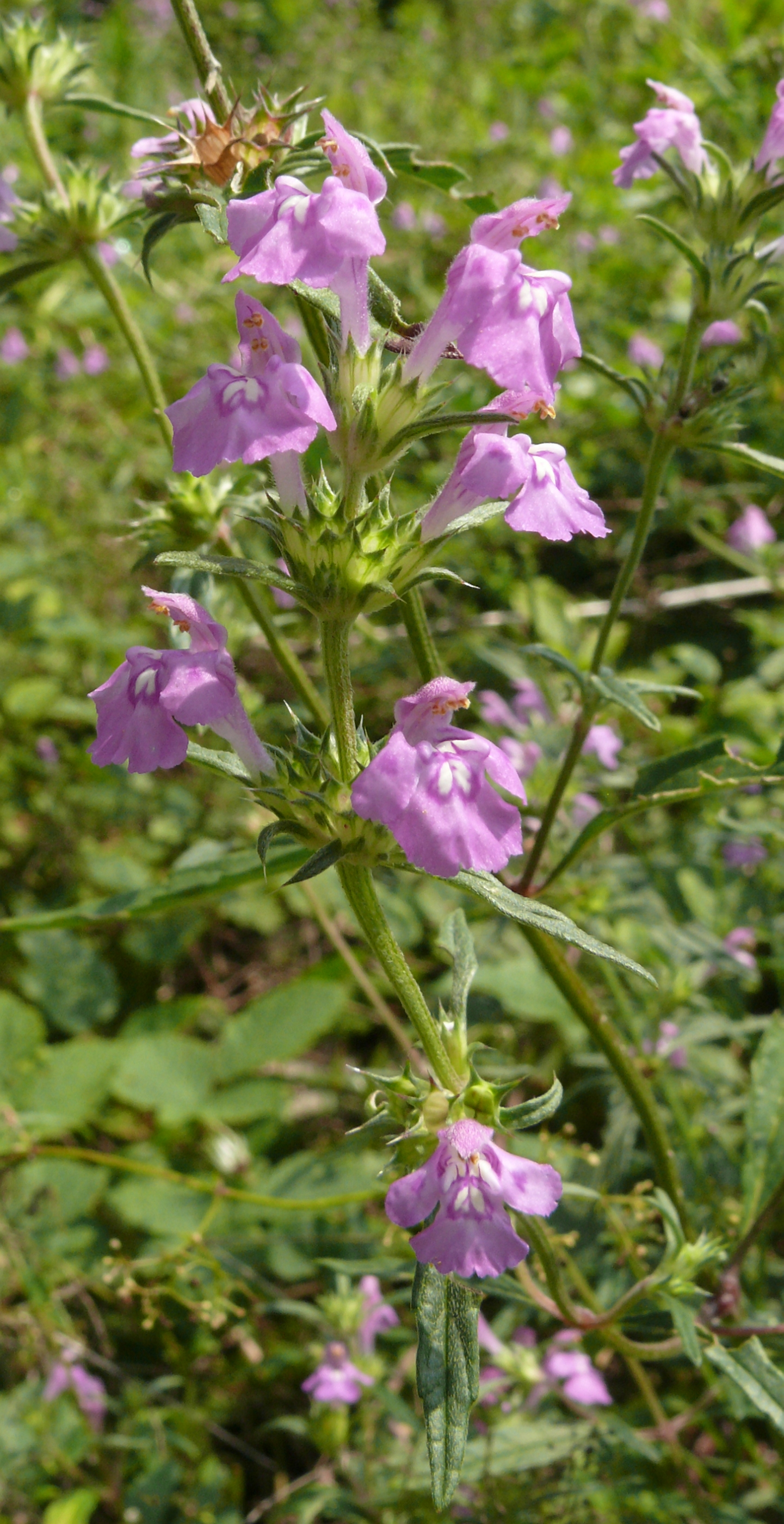
Konopice úzkolistá
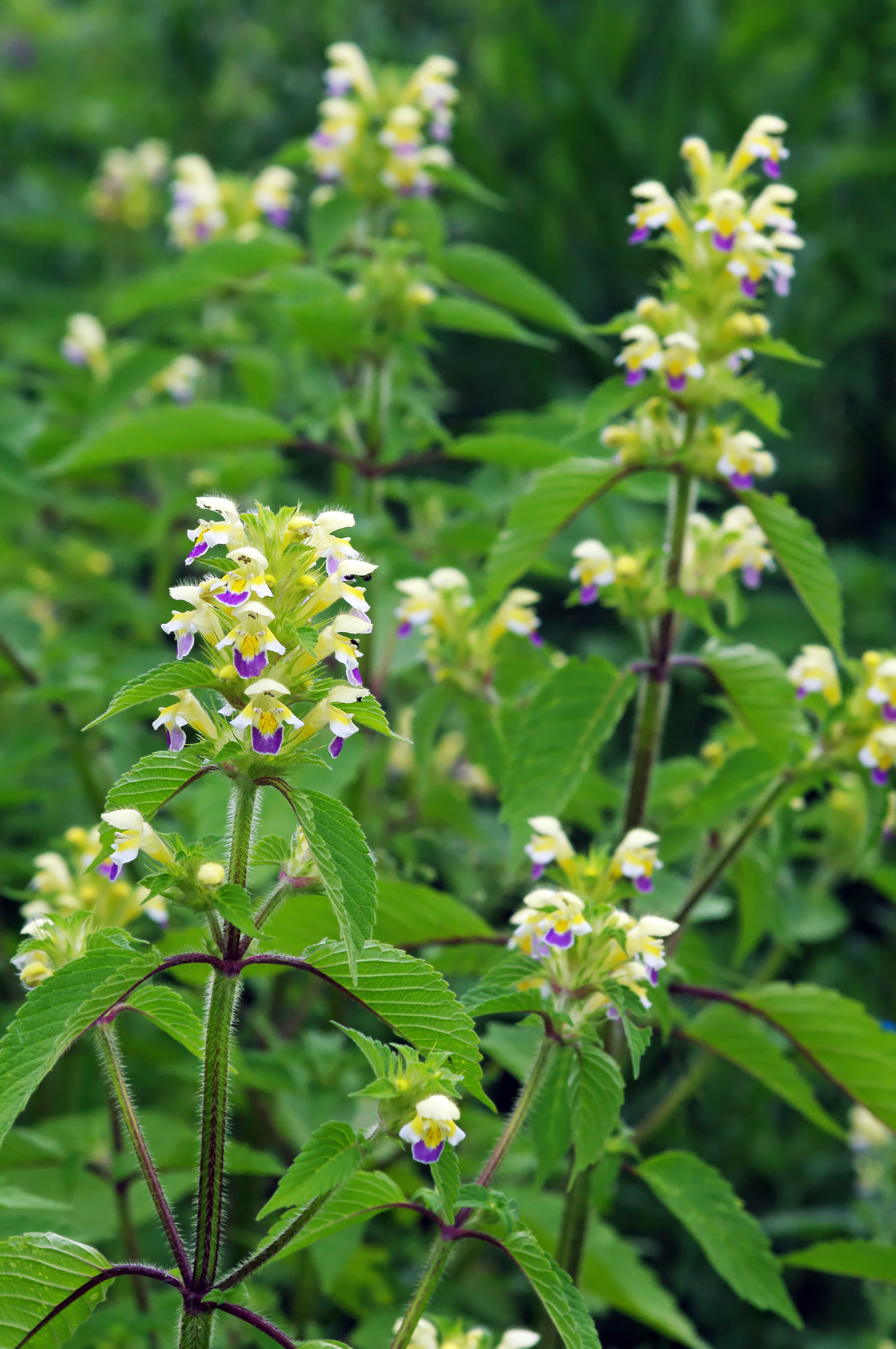
Konopice sličná